# Гауцкинари
Гауцкинари (груз. გაუწყინარი) — село в Грузии, на территории Абашского муниципалитета края (мхаре) Самегрело-Верхняя Сванетия.

## География
Село находится в западной части Грузии, на правом берегу реки Риони, вблизи места впадения в неё реки Цхенисцкали, на расстоянии приблизительно 8 километров (по прямой) к юго-востоку от города Абаша, административного центра муниципалитета. Абсолютная высота — 22 метра над уровнем моря.

## Население
По результатам официальной переписи населения 2014 года в Гауцкинари проживало 438 человек (207 мужчин и 231 женщина). В национальном составе грузины составляли 100 %.
| Год  | Население, человек |
| ---- | ------------------ |
| 2002 | 756                |
| 2014 | ↘ 438              |